# Citroën XM

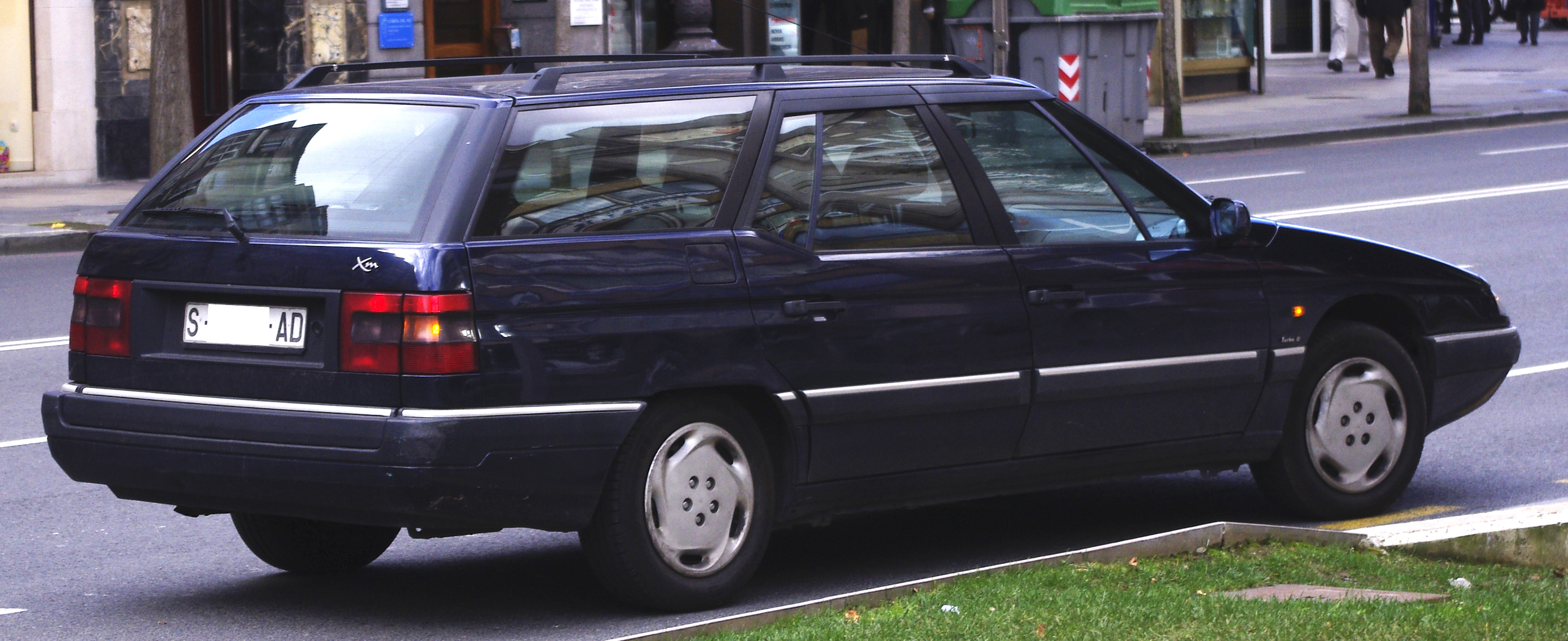
Citroën XM Break

Citroen XM přišel na trh v roce 1989 jako přímý nástupce modelu CX. Jedná se o vůz vyšší střední třídy. vyráběl se jako pětidveřový liftback nebo kombi. V roce 2000 byla výroba ukončena. Jeho nástupcem se o 5 let později stal model C6.

## Popis
Podařilo se u něj, na rozdíl od novějších modelů, zachovat výstřednost této automobilky. Automobil je postaven na zcela odlišném typu podvozku od všech ostatních aut. Speciální hydro-pneumatický systém odpružení si zaslouží ocenění, které je mu, stejně jako kritika přičítána ze všech stran. Tento model dlouho sloužil především pro příslušníky vlády, kteří nedali na komfort a luxus tohoto vozu dopustit ani po ukončení výroby v roce 2000 a bylo požádáno o dovýrobu několika dalších desítek kusů tohoto vozu.[zdroj?] Rovněž pro francouzského prezidenta bylo zhotoven nejméně jeden kus vozu Citroën XM náležitě upraveného v karosárně Heuliez. Tento vůz se blíží klasickému pojetí sedan a má prodlouženou karoserii. Karosárna Heuliez mimo tohoto vyráběla některé specialitky, jako např. sanitní nebo pohřební vozy se zvýšenou střechou na bázi kombi. Karosárna Tissier pak upravovala tento model i jako třínápravové prodloužené verze (např. i jako podvalník). S tímto měly tyto karosárny bohaté zkušenosti už z modelů CX, DS a SM.
Vůz vyniká skvělým komfortem a jízdními vlastnostmi. Už tenkrát měl Citroën v nabídce příplatkové výbavy takové „drobnosti“, které nebyly ve vyšší střední třídě obvyklé jako např. elektricky seřiditelnou přední loketní opěrku, vyhřívané ostřikovače, digitální klimatizaci nebo vyhřívané sedačky i vzadu. Navíc se o tomto vozu píše, že je „určen pro let vysokou rychlostí nízko nad dálnicí!“
Design vozu působil ve své době velmi převratně. V roce uvedení byl v nabídce pouze třílitrový šestiválec o výkonu 123 kW. K rozšíření nabídky došlo až o rok později, kdy se objevily i vznětové agregáty. Od roku 1991 přibylo v nabídce kombi s označením Break. V roce 1994 prošel model faceliftem, který s sebou přinesl i zvýšení kvality.

## Technika
Citroën XM se nabízel se 2 typy „řízení“ odpružení. Nejjednodušším byl holý hydropneumatický podvozek s jednovývodovým čerpadlem a rozvodnou kostkou. Tento systém neměl elektronické řízení tuhosti ani tzv. „protipadací zámky“ (bez těchto zámků si hydroCitroëny po delší době charakteristicky „lehaly“). Dále disponoval pěti tlakovými zásobníky – koulemi (nad každým kolem jednu a v motorovém prostoru akumulační koulí na regulátoru tlaku).
Tento systém byl po faceliftu nahrazen inovovanou variantou s protipadacími zámky (auto si už po delším vypnutí motoru „nelehalo“), dvouvývodovým hydraulickým čerpadlem (odpadla „kostka“ – jeden vývod má pro odpružení a brzdy, druhý pro posilovač řízení) a centrální koulí i vzadu (není tzv. protipadací, jak se tvrdí, ale kvůli tomu, aby nedošlo ke snížení tlaku do zadních brzd při prudším brzdění). Tyto typy odpružení se také poznají dle toho, že nalevo vedle řadicí páky nemají volič režimů odpružení (norm a sport) – volič napravo od řadicí páky, tedy manuální úprava světlé výšky samozřejmě zůstává. Tento typ odpružení ale u moc XMek vidět není (to spíše u dcer – Xantií), prý se dával jen do nejnižších výbav určených pro Francii.[zdroj?] Občas se nicméně objeví i na lépe vybavených modelech určených pro jiné trhy.
Druhým systémem montovaným do XM byl tzv. Hydractive. Tento systém měl dvě koule navíc (dále Hydractive ventily – tzv. H-ventily, ŘJ Hydractive a mnoho dalších věcí), které byly odpojovány a připojovány do systému dle toho, jak ŘJ vyhodnotila jízdu řidiče. Mělo to za příčinu tu, že vozidlo při „aktivaci režimu Sport“ už nebylo tak „houpavé“ a komfortní, „ztuhlo“ a přestalo se tak naklánět v zatáčkách. Tento režim se dále dal navolit ručně pomocí voliče po levé straně řadicí páky.
Hydractive I byl po faceliftu nahrazen systémem Hydractive II, který byl v podstatě modifikován v tom samém rozsahu popsaném výše u vozidel bez Hydractive (protipadací zámky, centrální koule vzadu, dvouvývodové čerpadlo atd.) a došlo k modifikaci dílů tak, aby se zvýšila spolehlivost.
Když Citroën XM přišel v roce 1994 s faceliftem (začátek prodeje 1995), změnilo se mnohé, nejen podvozek. Kromě kulatější přístrojovky a jiné masky chladiče (znak se přestěhoval z boku na prostředek do mřížky), kulatějších zrcátek, „odtrhové hrany“ místo křídla na víku 5. dveří a nárazníku to byly např. jiné přední světlomety (s vyšší účinností), jiné motory (popsané níže) a došlo i k modifikaci stávajících motorů. Např. 2.1 TD dostal elektronicky řízené vysokotlaké naftové čerpadlo Lucas EPIC (do té doby mechanický Bosch, který byl prý spolehlivější.[zdroj?]) Dále byl z nabídky vyřazen atmosférický vznětový motor 2.1 D. V roce 1997 byl vyřazen i motor 3.0 V6 24V/147 kW z důvodu problémů s mazáním a také, že nesplňoval normu EURO II a byl nahrazen 3.0 V6 24V/140 kW, který měl už jinou konstrukci a nedocházelo k problémům s mazáním (zanášející se mazací kanálky). Tento třílitr se po mírných obměnách objevuje až v modelech PSA do současnosti.

## FAQ
Všechny Citroëny s hydropneumatickým odpružením měly určitá specifika. Kromě výše popsaných to byla např. ruční brzda působící na přední nápravu (všechny „hydroCitroëny“ – od DS až po nejnovější C5 – používaly toto řešení (v případě XM ruční brzdu supluje čtvrtý malý pedál s aretací nalevo od spojkového pedálu)), nebo že pokud se auto nechalo delší dobu stát a snížil se tlak v systému, auto nebrzdilo (bez ohledu na modifikaci před a po faceliftu). Tedy bylo třeba mít v pořádku ruční brzdu a nechat systém natlakovat, poté provozní brzdy fungovaly bez problému. Také se nedalo jezdit na nejnižší polohu vozidla, jak se mnoho laiků při setkání s „hydroCitroënem“ ptá, protože při uvedení vozidla do nejnižší polohy se několikrát více namáhají podvozkové díly než v normální jízdní poloze – jde o servisní polohu, není určena na běžnou jízdu. Mnoho lidí se také ptá, co se stane, pokud praskne trubka hydraulického systému. Asi tolik, jako když v autě praskne potrubí brzdového systému, akorát s tím rozdílem, že se nepropadne pedál, jako u „normálních“ automobilů, ale po rozsvícení kontrolky po nějaké době (při úniku LHM) nejdříve vysadí posilovač řízení, poté odpružení a až jako poslední brzdy (bezpečnostní opatření). Dále, jelikož je ruční brzda orientována na přední nápravu, dá se použít jako nouzová brzda s větší účinností. Též, jelikož je na poháněné nápravě, tak i jako částečná náhrada uzávěrky diferenciálu při rozjezdu, pokud se vozidlo nachází na kluzkém povrchu.
Nedalo se dlouhodobě jezdit na žádnou jinou polohu, než byla normální jízdní poloha. Na nejnižší se nedalo jezdit vůbec – auto nepružilo. Tzv. terénní poloha byla do max. rychlosti 40 km/h. Nejvyšší poloha byla servisní, auto při ní vůbec nepružilo; tato poloha byla užívána pro servisní úkony, resp. pro překonávání těžšího terénu do max. rychlosti 10 km/h.
Další zvláštností (všech hydroCitroenů) bylo, že pokud se do auta naložil i těžší náklad, hydropneumatika vyrovnala světlou výšku vozidla do normální polohy. Tedy neexistovalo, aby auto „leželo na zadku“ jako jiná vozidla s klasickým odpružením. Další výhodou bylo i to, že vozidlo nepotřebovalo seřízení světel v závislosti na zatížení.
Citroëny XM s 3.0 V6 měly ještě jedno specifikum (pouze do r. 1996–97), kterým bylo řízení DIRAVI. Tento systém byl navržen tak, aby při nízkých rychlostech fungoval jako posilovač řízení, tedy nebyl problém s manévrováním v omezených prostorech, a při vyšších rychlostech řízení „tuhlo“ a poskytovalo lepší vedení. Odezva od kol nebyla u DIRAVI téměř žádná. U tohoto systému byl ale problém s těsností a oficiálně je tento systém neopravitelný a drahý. Neoficiálně už je možné jej přetěsnit. Mnoho majitelů raději přistoupilo na demontáž DIRAVI a montáž DIRASS (klasický posilovač řízení, který měly ostatní motorizace).

## Nabízené motory
- 2.0 8V – 79kW (1990–1992) (karburátor)
- 2.0i 8V – 84kW (1990–1994) (jednobodové vstřikování)
- 2.0i 8V - 89kW (1991-1994) RFZ KAT
- 2.0i 8V – 96 kW (1990–1994) (vícebodové vstřikování)
- 2.0i 16V – 96kW (1994–2000)
- 2.0 8V Turbo C.T. – 104kW (1990–1994)
- 2.0 8V Turbo C.T. – 108kW (1994–2000)
- 3.0 V6 12V – 123 kW (1989–1996) (rozv. řetěz)
- 3.0 V6 24V – 147kW (1994–1997) (rozv. řetěz)
- 3.0 V6 24V – 140kW (1997–2000) (rozv. řemen)
- 2.1 D 12V – 60 kW (1990–1994)
- 2.1 TD 12V – 80 kW (1990–2000)
- 2.5 TD – 95 kW (1994–2000)